# Wissem Ben Yahia
Wissem Ben Yahia (in arabo وسام بن يحيى‎?; Tunisi, 9 settembre 1984) è un calciatore tunisino, centrocampista del Mersin İdman Yurdu.